# Oliver Peck Newman
Oliver Peck Newman (* 20. April 1877 in Lincoln, Nebraska; † 25. September 1956 in  Miami, Florida) war ein US-amerikanischer Politiker. Zwischen 1913 und 1917 war er als Präsident des Board of Commissioners Bürgermeister der Bundeshauptstadt Washington, D.C.
Über Oliver Newman gibt es so gut wie keine verwertbaren Quellen. Sicher ist, dass er zumindest zeitweise in Washington D.C. lebte. Im Jahr 1913 wurde er Mitglied des aus drei Personen bestehenden Gremiums Board of Commissioners, das die Stadt Washington regierte. Innerhalb dieser Gruppe wurde er zum Vorsitzenden bestimmt. In dieser Eigenschaft übte er faktisch das Amt des Bürgermeisters aus, auch wenn dieser Titel zwischen 1871 und 1975 offiziell nicht benutzt wurde. Diesen Posten bekleidete er zwischen 1913 und 1917. Danach verliert sich seine Spur wieder.